# Valentine Jackson Chapman
Valentine Jackson Chapman (14 de febrero de 1910 – 5 de diciembre de 1980) fue un botánico, algólogo, taxónomo, profesor universitario y conservacionista neozelandés.

## Biografía
Nació en Alcester, Warwickshire, Inglaterra, el 14 de febrero de 1910.
Chapman fue un asociado del alcalde de Auckland Dove-Myer Robinson y fue miembro de la Junta de Drenaje Metropolitano de Auckland entre 1955 y 1956. Fue miembro del Concejo de la Ciudad de Auckland, ganando dos elecciones parciales en 1954 y 1961. A pesar de estos éxitos, fue derrotado en ambas elecciones posteriores en 1956 y 1962, perdiendo por solo 172 votos en su segundo intento.
En los Honores de Año Nuevo de 1974, Chapman fue nombrado Oficial de la Orden del Imperio Británico, por servicios académicos y públicos. En 1977, se le otorgó la Medalla del Jubileo de Plata de la Reina Isabel II.
Chapman falleció el 5 de diciembre de 1980.

## Publicaciones
- La abreviatura «V.J.Chapm.» se emplea para indicar a Valentine Jackson Chapman como autoridad en la descripción y clasificación científica de los vegetales.[7]

- Seaweeds and Their Uses, 1970